# Застань
Застань (пол. Zastań) — село в Польщі, у гміні Волін Каменського повіту Західнопоморського воєводства.
Населення — 137 осіб (2011).
У 1975-1998 роках село належало до Щецинського воєводства.

## Демографія
Демографічна структура станом на 31 березня 2011 року:
|          | Загалом | Допрацездатний вік | Працездатний вік | Постпрацездатний вік |
| -------- | ------- | ------------------ | ---------------- | -------------------- |
| Чоловіки | 72      | 18                 | 49               | 5                    |
| Жінки    | 65      | 14                 | 40               | 11                   |
| Разом    | 137     | 32                 | 89               | 16                   |